# 希科里鎮區 (密蘇里州霍爾特縣)
希科里鎮區（英語：Hickory Township）是位於美國密蘇里州霍爾特縣的一個行政鎮區。

## 地方資料
希科里鎮區的面積為100.99平方千米，當中陸地面積為100.82平方千米，而水域面積為0.17平方千米。根據2020年美國人口普查的數據，當地共有人口160人，而人口密度為每平方千米1.58人。